# IC 2163
IC 2163 — спиральная галактика в созвездии Большого Пса. Открыта Гербертом Хоу в 1898 году. Составляет пару с галактикой NGC 2207, которая находится к западу от IC 2163. Эти две галактики активно взаимодействуют и находятся в процессе слияния.

## Характеристики

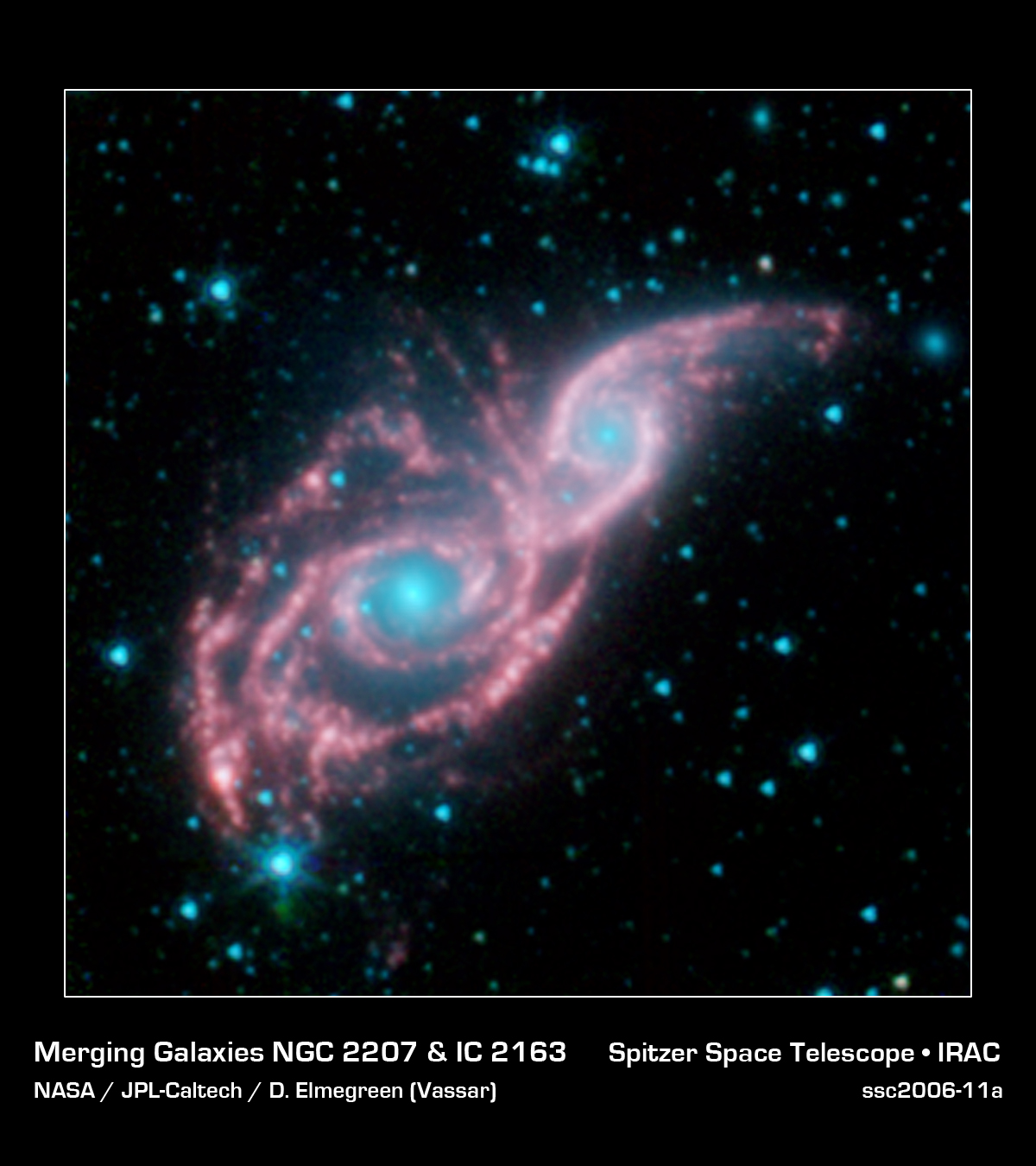
Пара галактик NGC 2207 и IC 2163 в инфракрасном диапазоне, фото телескопа Спитцер

IC 2163 — спиральная галактика в паре с NGC 2207, меньшая по размеру и массе. Галактики находятся практически на одном расстоянии, но IC 2163 находится на заднем плане, как можно видеть по спиральным рукавам NGC 2207. Между галактиками имеет место приливное взаимодействие, из-за которого IC 2163 имеет искривлённую форму, а часть её звёзд и газа образовала потоки, протянувшиеся на 100 тысяч световых лет. Максимальное сближение галактик произошло 40 миллионов лет назад, а в будущем галактики не разлетятся и снова тесно сблизятся, и в конце концов произойдёт их слияние.
В паре галактик наблюдается 28 ультраярких рентгеновских источников. Полная светимость пары в рентгеновском диапазоне составляет 1,5⋅1041 эрг/c. Темп звездообразования в паре составляет 23,7 M⊙/год.
Посередине между ядрами галактик наблюдалась вспышка сверхновой SN 2003H. Таким образом, эта сверхновая могла принадлежать либо IC 2163, либо NGC 2207.